# اندیس خاور باغ چنار
خاور باغ چنار یک اندیس فلزی است که در حوالی شهر سلطان آباد  استان خراسان رضوی قرار دارد و مادهٔ معدنی موجود در آن، مس است.  